# Сороколєтов Гаврило Володимирович
Гаврило Володимирович Сороколєтов (нар. 9 лютого 1913, Шарапкіно — пом. 2001) — український живописець; член Спілки радянських художників України.

## Біографія
Народився 9 лютого 1913 року в селі Шарапкіному (тепер місто Довжанськ Луганської області, Україна). Закінчив Київський художній інститут (викладачі: Федір Кричевський, Володимир Костецький, Сергій Григор'єв, Карпо Трохименко).
Жив в Києві в будинку на провулку Івана Мар'яненка, № 14, квартира № 25. Помер у 2001 році.

## Творчість
Працював в галузі станкового живопису, створював тематичні картини, пейзажі, натюрморти. Серед робіт:
- «Десант на Дніпрі» (1946);
- «Шахтарська зміна» (1947);
- «Зустріч бригади знатного шахтаря Тюренкова» (1949);
- «Перед дощем» (1955);
- «Узлісся» (1956).

Брав участь у всеукраїнських виставках з 1947 року.